# Церквицький привілей
Церевіцький привілей (пол. Przywilej cerekwicki) — привілей, виданий 15 вересня 1454 року королем Казимиром IV Ягеллончиком у таборі посполитого рушення під Церквицею біля с. Хойниці. Акт відбувся під тиском великопольської знаті зібралися для походу проти Тевтонського ордену під час Тринадцятирічної війни.

## Передумови

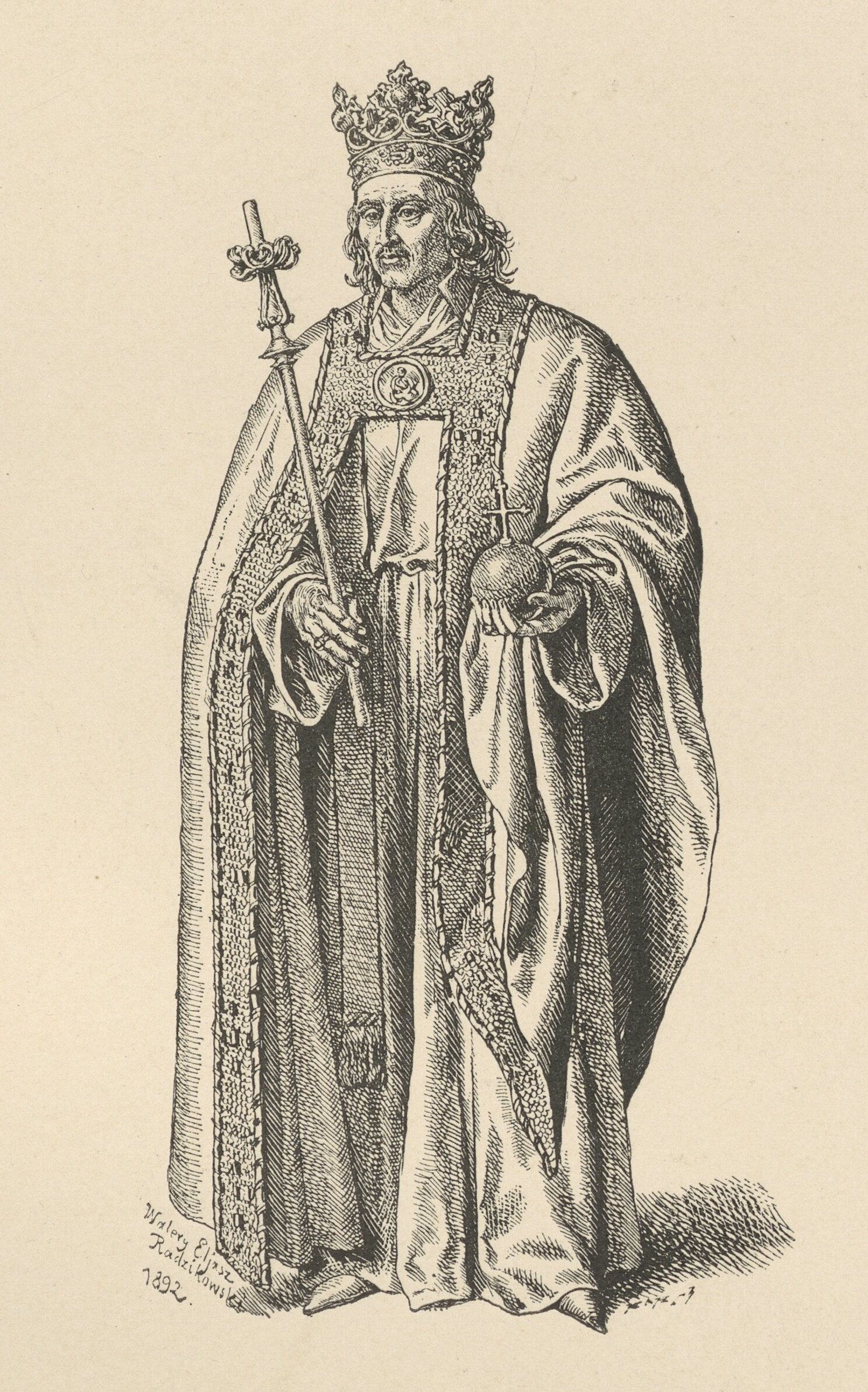
Під час правління короля Казимира IV Ягеллончика відбулася вирішальна війна між Польщею та тевтонськими лицарями за Померанію

У лютому 1454 р. прусські стани заявили про свою покору владі Тевтонського ордену, а 20 лютого 1454 р. представники Прусського союзу звернулися до Польщі з проханням приєднати їхні землі до Королівства.
Необхідність ухвалити рішення щодо ставлення Королівства до антитевтонської опозиції в Прусській державі спричинила тривалий тупик у королівській раді, що стало наслідком позиції Збігнева Олесницького. Кардинал, всупереч думці інших членів ради, був проти підтримки Прусського союзуі, як наслідок, розриву безстрокового договору в Бресті Куявському та ризику конфлікту з Папою. Тоді розглядалася можливість покликати на собор і середню шляхту, чого, зрештою, не сталося.

## Видача Церквицького привілею

### Похід загального ополчення 1454 р
Вже 6 березня 1454 року, незважаючи на заперечення Олесницького, Казимир IV за підтримки інших членів королівської ради інкорпорував усі прусські землі Тевтонського ордену. Здійснення цього політичного акту вимагало вигнання прихильників ордену з останніх укріплених міст Мальборка і Хойніце, що перебували під його контролем. Тоді, 21 квітня 1454 року, Королівство Польське приєдналося до Прусського союзу у війні проти Тевтонського ордену. Союзницькі війська знову взяли в облогу обидва пункти опору Тевтонського ордену, але сильні тевтонські укріплення, слабкість облогових військ і виснаження сил Прусського союзу не дозволили взяти жоден з них до кінця літа 1454 року.
У той час тевтонське допоміжне військо, що складалося з професійних найманців, набраних з Богемії та Німеччини в обмін на спеціальні аванси, увійшло до Помор'я із заходу. Це військо прямувало до Хойніце, що лежало на шляху з Німеччини. Щоб протидіяти її намірам, Казимир IV, який прибув до Торуня, скликав велике військо з Великопольщі та Куявського воєводства, призначивши місцем збору Цереквицю, розташовану на південь від обложеного Хойніце. Це рішення не було узгоджене з воєводськими зборами.

### Переговори в таборі біля Церквиці

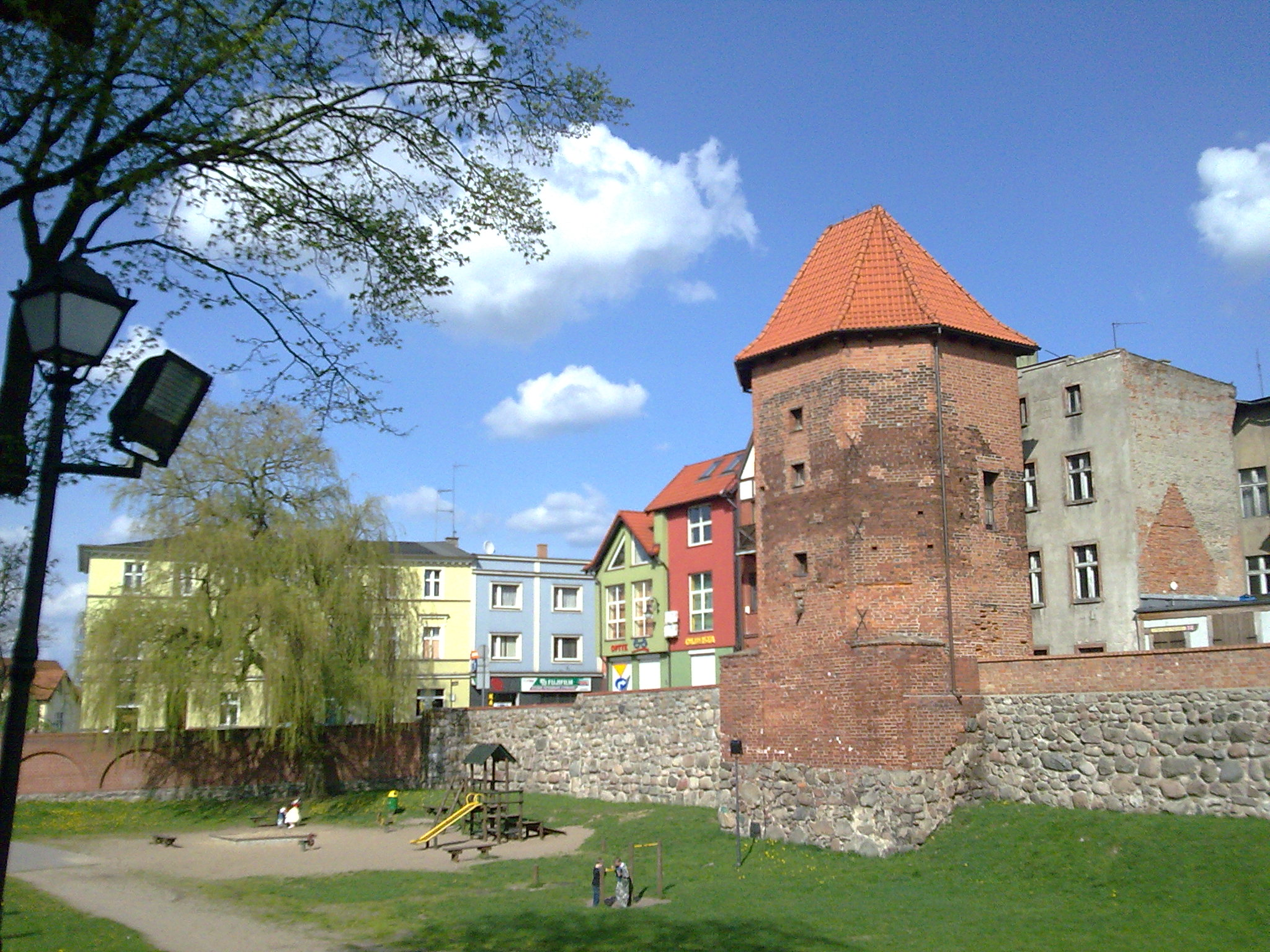
Міські укріплення Хойниці забезпечили сильну підтримку прибічникам Тевтонського ордену під час Тринадцятилітньої війни, що змусило короля Казимира IV Ягеллончика скликати посполите рушення.

Посполите рушення шляхти Великопольського та Куявського воєводств, зібране в таборі біля Церквиці приблизно за 15 км на південь від Хойніце, скористалося вимушеним становищем короля Казимира IV, щоб висунути далекосяжні політичні вимоги. Рушення було перетворено на провінційний табірний збір, який, виходячи з положень Кошицького привілею, ставив юридичні сумніви щодо можливості застосування побору в експедиції за межі Королівства Польського та висував вимоги про плата тим, хто зібрався за участь у закордонному поході перед перетином прусського кордону. Казимир IV Ягеллончик, який прибув до Церквіці 12 вересня 1454 року з Торуня, вказував на те, що включення земель Прусської держави означає, що вони знаходяться в межах країни, і тому експедиція мала оборонну мету.
Табірний сейм, наголошуючи на незручній формі й часі скликання посполитого рушення, висловлював також рішучий заперечення проти упущення королем традиції запитувати думку провінційних сеймиків, переваги малопольської шляхти в ухваленні рішень щодо ключових справ Королівства Польського, і вимагав обмеження впливу олігархії та вищого духовенства. Прагнучи зміцнити політичне становище шляхти та відновити значення Великої Польщі, представники шляхти сформулювали і написали 35 статей. Тоді вони поставили прийняття тлумачення оборонного характеру походу на Хойницю в залежність від видачі королем привілеїв, які враховували б вимоги шляхти.

## Положення Цереквицького привілею
15 вересня король Казимир IV Ягеллончик затвердив привілейну грамоту, яка змінила політичний устрій Королівства Польського.
Стаття 18 Цереквицького привілею передавала право ухвалення рішень щодо політичних змін земельним сеймикам, за винятком королівської ради та магнатів з оточення короля. Він також наказував отримати згоду сеймиків землі на скликання загальних зборів від неї.
Стаття 19 привілею зміцнювала шляхту у володінні нерухомістю, обмежувала право конфіскації шляхетського майна без вироку суду як виду репресій проти злочинців. Також було обмежено довільне застосування смертної кари .
Антисуверенною була стаття про заборону суміщення посади старости з посадами каштеляна і воєводи. Король не міг укладати союзи, стягувати податки чи віддавати в заставу містечка без згоди сеймика.

## Значення та оцінка Церквицького привілею

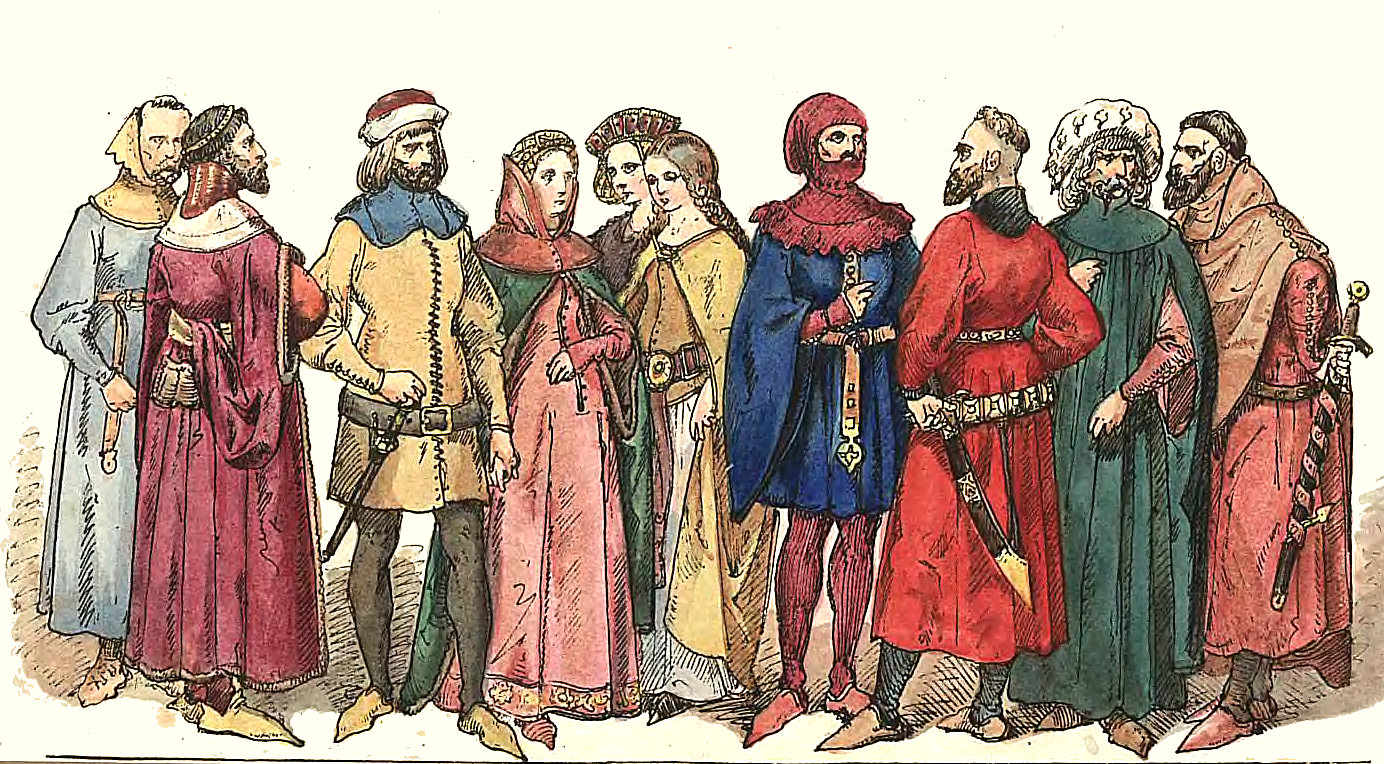
Польська шляхта XV ст. у баченні Яна Матейка. Церквицький привілей зміцнив політичне становище шляхти в Польському королівстві

На думку Кшиштофа Бачковського, Церквицьке законодавство мало на меті надати існуючим звичаям інституційного характеру, відкриваючи можливість дії середньої шляхти в державних справах. Королівська влада була формально послаблена, але водночас вона отримала союзника проти магнатів серед середнього шляхетства. Павел Ясеніца підкреслював, що вимоги середнього та дрібного лицарства стали новим антимагнатським політичним чинником середини XV ст., який міг використати король для посилення центральної влади. На його думку, позитивний характер шляхетських вимог залишається в історичній пам'яті в тіні хойницької поразки. Анджей Новак назвав примушення Казимира Ягеллончика до нормалізації політичної системи під впливом обставин «гідна справа — фундаментальне розширення громадянських свобод і спільної відповідальності, досягнуте негідним інструментом», що, на його думку, було шантажем перед обличчям наближення військ противника. Кшиштоф Бачковський також вказував, що шляхта прагнула вирішувати суспільні справи і використовувала для цього можливість, надану війною.
Вимоги шляхти перемістили центр управління від шляхетської еліти, яка діяла через королівську раду, до представництва широкої шляхти, створивши основу для конституційного права Речі Попополитої. Привілей мав на меті юридично закріпити основну вимогу середньої шляхти — недоторканність шляхетської власності, засновану на принципі заборони довільних конфіскацій і анексій, що передують судовому розгляду.

## Наслідки
Більшість положень Церквицького привілею були перейняті в 1454 році в Нешавські статути.